# Liste der Baudenkmale in Tauranga
Die Liste der Baudenkmale in Tauranga umfasst alle vom New Zealand Historic Places Trust (NZHPT) als „Historic Place“ oder „Historic Area“ eingestuften Baudenkmale und Flächendenkmale der neuseeländischen Ortschaft Tauranga. Die Angaben stammen aus dem Register des NZHPT. Die Bezeichnungen der Baudenkmale orientieren sich an diesem Register. In die Liste werden auch bekannte Wahi Tapu (Area), kulturell und religiös bedeutsame Stätten und Gebiete der Māori, aufgenommen. Sie werden jedoch meist nicht publiziert.

| Bild | Bezeichnung                                           | Ort      | Anschrift                                                  | Beschreibung | Bauzeit    | Eintrag            | Nummer | Kat. |
| --- | ----------------------------------------------------- | -------- | ---------------------------------------------------------- | --- | ---------- | ------------------ | ------ | ---- |
| BW | Brain-Watkins House                                   | Tauranga | 233 Cameron Road Karte                                     | Wohnhaus | 1883       | 7. April 1983      | 0791   | 2    |
| Elms Mission Station | Elms Mission Station                                  | Tauranga | Mission Street Karte                                       | Umfasst: Elms Mission House, Library, Sundial, Cairn, Dray Shed, Bacon Curing Shed, Menzies Whare, Domestic Outbuildings, Hand Pump, Shadehouse, Garden Shed, Coachhouse and Stables, Garage, Fencible Cottage, Belfry, Chapel, Caretaker’s Cottage, Timber Storage Shed, Fire Engine Shed, Chapel Street Gates, Original Front Gates, Mission Street Gates, Site of Sawpits, Site of First Workshop, Site of First Whares | 1834 (ab)  | 1. Juli 1993       | 7016   | HA   |
| BW | Forresters Hall                                       | Tauranga | 17 Seventeenth Avenue Karte                                | Clubraum | 1908       | 10. September 1987 | 4566   | 2    |
| BW | Hotel St Amand                                        | Tauranga | 105 The Strand Karte                                       | Hotel | 1918       | 10. September 1987 | 4568   | 2    |
| [[Vorlage:Bilderwunsch/code!/C:-37.7021,176.1561!/D:House & Adjoining Shop [Relocated], 664 Cameron Road, ursprünglich 405/407a Cameron Road!/\|BW]] | House & Adjoining Shop [Relocated]                    | Tauranga | 664 Cameron Road, ursprünglich 405/407a Cameron Road Karte | Wohn- und Geschäftshaus | 1897, 2002 | 7. April 1983      | 2712   | 2    |
| BW | Maungawhare                                           | Tauranga | 34 Parkvale Road Karte                                     | Wohnhaus | 1870       | 7. April 1983      | 4571   | 2    |
| BW | Native School and Hostel (former)                     | Tauranga | 83 Seventh Avenue Karte                                    | Schule für Māori und Gästehaus | 1878       | 7. April 1983      | 4563   | 2    |
| BW | Omanawa Falls Power Station                           | Tauranga | Omanawa Falls Road Karte                                   | Elektrizitätswerk gespeist durch die Omanawa-Wasserfälle, Betriebsende 1998 | 1915       | 13. Dezember 1996  | 7358   | 2    |
| Post Office/Government Building (früher) | Post Office/Government Building (früher)              | Tauranga | 41 Harington Street Karte                                  | Bürogebäude für verschiedene Ämter | 1906       | 27. Juli 1988      | 4560   | 1    |
| BW | Taiparoro                                             | Tauranga | 11 Fifth Avenue Karte                                      | villenartiges Gebäude | 1882       | 10. September 1987 | 4564   | 2    |
| BW | Tauranga Bond Store                                   | Tauranga | 1 The Strand, Anson Street Karte                           | Waren- und Lagerhaus, errichtet von dem Kaufmann James Alexander Mann (1836–1923). NZ Archaeological Association Site: U14/3148 | 1883       | 4. April 2008      | 7738   | 1    |
| BW | Te Kotukutuku School House                            | Tauranga | Opureora Road, Matakana Island Karte                       | Schulgebäude der Māori bis in die 1960er gemäß dem „Native School Act“ von 1867 | 1897       | 27. Juni 2008      | 7768   | 1    |
| The Elms (dwelling), Kitchen Block and Dairy | The Elms (dwelling), Kitchen Block and Dairy          | Tauranga | 15 Mission Street Karte                                    | Nebengebäude zu „Elms Mission Station“ | n.a.       | 7. April 1983      | 2711   | 2    |
| BW | The Elms Mission House and Library                    | Tauranga | 15 Mission Street Karte                                    | Hauptgebäude der „Elms Mission Station“ | 1838–1839  | 23. Juni 1983      | 30     | 1    |
| BW | Topcroft                                              | Tauranga | 105 Ranginui Road, Welcome Bay Karte                       | zweistöckiges Wohnhaus | 1870       | 7. April 1983      | 4565   | 2    |
| | War Memorial Gates                                    | Tauranga | 1 Cameron Road                                             | Eingangstore zur Tauranga-Wharepai Domain mit 91 Namen von Kriegsgefallenen des Ersten Weltkrieges | 1921       | 10. September 1987 | 4567   | 2    |
| BW | Woodhill                                              | Tauranga | 167 Grange Road Karte                                      | ehemaliges Wohngebäude, mit Kapelle, heute genutzt für Beerdigungsfeiern | 1885       | 7. April 1983      | 795    | 2    |
| | Te Ranga                                              | Tauranga | Pyes Pa Road                                               | von Bedeutung für die Māori | n.a.       | 14. Februar 2008   | 7735   | WT   |
| BW | Pukehinahina                                          | Tauranga | Cameron Road und Church Street, Gate Pa Karte              | von Bedeutung für die Māori, u. a. geschnitztes Tor, Gedenktafel und Kapelle | n.a.       | 26. Juni 2008      | 7774   | WT   |
| BW | Te Roto Horua                                         | Tauranga | Taniwha Place Karte (ungenau)                              | von Bedeutung für die Māori | n.a.       | 24. Juni 2010      | 9244   | WT   |
| BW | Mauao                                                 | Tauranga | Mount Maunganui Karte                                      | Berg Mount Maunganui, von Bedeutung für die Māori, NZ Archaeological Association Sites U14/149, U14/173, U14/250, U14/363, U14/3118 | n.a.       | 25. Juni 2009      | 9423   | WT   |
| BW | Papamoa No.2 Burial Reserve                           | Tauranga | Maranui Street, Papamoa Karte                              | Begräbnisplatz der Māori | n.a.       | 21. Februar 2002   | 7499   | WTA  |
| | Kairua                                                | Tauranga | Kairua Road, Papamoa                                       | von Bedeutung für die Māori, NZ Archaeological Association Sites U14/205, U14/206, U14/1840, U14/3030, U14/3031, U14/3032 | n.a.       | 30. März 2000      | 7505   | WTA  |
| BW | Kopukairoa                                            | Tauranga | Welcome Bay Karte                                          | Küstengebiet, von Bedeutung für die Māori | n.a.       | 29. August 2002    | 7514   | WTA  |
| | Te Houhou Ki Wairakei                                 | Tauranga | South Papamoa Beach Road, Papamoa                          | von Bedeutung für die Māori; Der Ort wird mit der Tötung des Häuptlings Hikareia von den Ngāti Tauwhao in Verbindung gebracht und umfasst den Ort eines ehemaligen Pā Te Houhou | n.a.       | 8. Dezember 2005   | 7641   | WTA  |
| BW | Hopukiore, Moturiki, Motuotau and Te Toka o Marutuahu | Tauranga | Marine Parade, Mount Maunganui Karte                       | von Bedeutung für die Māori; NZ Archaeological Association Site U14/429, U14/2707, U14/148, U14/364, UI4/339 | n.a.       | 29. April 2010     | 9503   | WTA  |